# Poecilochroa viduata
Poecilochroa viduata är en spindelart som först beskrevs av Pietro Pavesi 1883.  Poecilochroa viduata ingår i släktet Poecilochroa och familjen plattbuksspindlar.
Artens utbredningsområde är Etiopien. Inga underarter finns listade i Catalogue of Life.